# Resort Archery
Resort Archery je lukostřelecký areál v Nové Vsi I u Kolína, provozovaný od roku 2018 společností FISH&HUNT NOW s.r.o.
Areál zahrnuje řadu venkovních lukostřeleckých a loveckých 3D sportovišť, vnitřní laserovou střelnici a 4D střelnici pro simulaci reálného lovu lukem. Nachází se zde výrobna, servis a prodejna luků a příslušenství, prodejna zbraní a střeliva a prodejna oděvů a vybavení pro lovce, rybáře a outdoorové nadšence. V resortu Archery je provozována i stejnojmenná restaurace a penzion. Areál zajišťuje setkávání a vzdělávání lovců a myslivců, stará se o přípravu nových adeptů pro lov lukem a následně, ve spolupráci s Klubem lovecké lukostřelby Českomoravské myslivecké jednoty, provádí přípravu a realizaci zkoušek k získání mezinárodní lovecké licence, tzv. IBEP (International Bowhunter Education Program).